# Gurvanbulag járás (Bajanhongor)
Gurvanbulag járás (mongol nyelven: Гурванбулаг сум) Mongólia Bajanhongor tartományának egyik járása. Területe 4400 km². Népessége kb. 2800 fő.
Székhelye Hövijn am (Хөвийн ам), mely 244 km-re északnyugatra fekszik Bajanhongor tartományi székhelytől.